# Manoir de Thomas Bohier
Le manoir de Thomas Bohier est un château situé à Saint-Martin-le-Beau (Indre-et-Loire) et inscrit aux monuments historiques en 1926.
Il est construit pour le prêtre Michel Estève.